# تریستان و ایزولد (فیلم)
تریستان و ایزولد (به انگلیسی: Tristan & Isolde) نام یک فیلم رمانتیک بر پایه رمان عاشقانه تریستان و ایزولت در قرون وسطی محصول سال ۲۰۰۶ می‌باشد.

## طرح داستان
داستان در ایرلند و بریتانیا و در قرون وسطی و پس از سقوط امپراطوری روم در قرن پنجم میلادی انفاق افتاده‌است.
لرد مارک کورنوال تصمیم دارد که قبیله‌های بریتانیا را در برابر ایرلند با هم متحد کند و خود شاه بریتانیا شود. شاه ایرلند از نقشهٔ آنها با خبر می‌شود و مخفیانه همراه با سربازانش به محل برگزاری جلسه حمله می‌کند. پدر و مادر تریستان که پسر بچه‌ای بیش نبود کشته می‌شوند و مارک برای نجات تریستان دستش از مچ قطع می‌شود. مارک که زن و بچه‌ای نداشت تصمیم می‌گیرد تریستان را به فرزندی بپذیرد. تریستان به یک جنگجوی دلیر و شجاع تبدیل می‌شود و وفاداری اش نسبت به مارک نه مانند سرباز به لورد بلکه مانند یک پسر به پدر بود.
عده‌ای از سربازان ایرلند برای گرفتن برده از طرف شاه به کورنوال رفتند. تریستان و دوستانش به آنها حمله برده. او رئیس ارتش ایرلند را که به اجبار به نامزدی شاهزاده ایرلند به نام ایزولد درآمده بود را از پای درآورد و باعث عقب‌نشینی ایرلندی‌ها شد ولی چون با شمشیر آغشته به زهر مجروح شده بود از حال رفت. همه فکر کردند که او مرده.
آنها پیکر تریستان را در قایقی گذاشته و در دریا رها می‌کنند. قایق به سواحل ایرلند می‌رسد و پرنسس ایزولد و خدمتکارش برانیا او را می‌یابد. ایزولد توسط پادزهری سم را خنثی کرده و از او یواشکی پرستاری می‌کند تا او بهبود یابد. بعد از مدتی آن دو دلباختهٔ هم می‌شوند ولی تریستان مجبور می‌شود به کورنویل فرار کند؛ اگرچه ایزولد نام اصلی اش را نمی‌گوید.
شاه ایرلند که نقشهٔ تصاحب بریتانیا را در سر داشت، تصیم گرفت عهدنامه‌ای تنظیم کند. او مسابقه‌ای برپا کرد و دخترش را به برندهٔ مسابقه به عنوان جایزه می‌داد. تریستان به نمایندگی از مارک در مسابقه شرکت کرد درحالی که نمی‌دانست آن جایزه ایزولد است. او برندهٔ رقابت می‌شود و ایزولد به عقد مارک در می‌آید.
با وجود اینکه مارک با ایزولد مهربان است و او را به شدت دوست دارد ولی قلب ایزولد به تریستان تعلق دارد. تریستان بین دختری که عاشقانه دوست دارد و وفاداری به مارک، مردی که مانند پدرش دوستش دارد و روزی جانش را نجات داده بود، گیر افتاده بود. تریستان و ایزولد در نهایت عشقشان را تازه می‌کنند و روابط برقرار می‌کنند؛ اگرچه بارها تصمیم گرفتند بخاطر مارک به رابطه یشان خاتمه بدهند. خیانت آن دو توسط یکی از لوردهای بریتانیا که با دشمن همکاری داشته بر ملا می‌شود تا بتواند در عوض سلطنت مارک را از چنگش درآورد.
سرانجام تریستان تصمیم به قطع همیشگی روابطش با ایزولد می‌گیرد و در حالی که آن دو مشغول خداحافظی با یکدیگر بودند، توسط پادشاهان بریتانیا از جمله مارک دیده می‌شوند. پادشاهان تصمیم به طرد مارک می‌گیرند و اتحاد میانشان از بین می‌رود. مارک در ابتدا از هر دوی آنها به شدت عصبانی بود ولی پس از شنیدن از زبان ایزولد که آن دو از زمانی عاشق هم بودند که همه تصور کرده بودند که تریستان مرده و اینکه او اسم واقعی اش را به تریستان نگفته و تریستان پس از برنده شدن در مسابقه متوجه می‌شود که ایزولد دختر شاه ایرلند بوده ولی چون از طرف مارک رفته بود، چاره‌ای جز این نداشته که او را به عقد مارک درآورد، پشیمان شد و به آن دو پیشنهاد داد که پنهانی فرار کنند ولی تریستان به ایزولد توضیح می‌دهد که در صورتی که با هم فرار کنندِ، تاریخ همیشه آنها را با این جمله به یاد خواهد آورد:عشقی که یک حکومت را سرنگون کرد. او تصمیم می‌گیرد در بریتانیا بماند و از پادشاهش در برابر دشمن محافظت کند.
یکی از پادشاهان خیانتکار راه مخفی که به درون قلعه مارک، پادشاه بریتانیا راه داشت را به دشمن نشان داد. مارک و سپاهیانش در شرف شکست از ایرلند بودند که تریستان از طریق راه خفی وارد قلعه می‌شود و به کمک ارتش مارک می‌شتابد. او به شدت مجروح شد ولی توانست آن پادشاهی که بهشان خیانت کرده بود را بکشد و سرش را از بدن جدا کند و در برابر پادشاهان بریتانیا که در کنار شاه ایرلند ایستاده بودند نشات دهد. مارک از پادشاهان و سرباران بریتانیایی می‌خواهد تا کمکش کنند تا بریتانیا را آزاد و مستقل سازد. ارتش بریتانیا که تحت تأثیر حرف‌های مارک قرار می‌گیرند به ارتش ایرلند حمله می‌کنند. جنگ سختی بین سربازان بریتانیایی و ایرلندی درمی‌گیرد.
در همین حال تریستان بر اثر شدت جراحت از حال می‌رود. مارک او را که در حال مرگ بود به نزدیک رودخانه برد. ایزولد خود را به آنجا رساند و کنار تریستان نشست. مارک صحنه را ترک می‌کند تا به یاری ارتش برود. تریستان با سختی به ایزولد گفت: «تو درست می‌گفتی، من نمی‌دانم زندگی بزرگتر است یا مرگ ولی می‌دانم که عشق از هر دوی آنها بزرگتر است» و در ادامه می‌گوید: «عشق باید پاک باشد و شریف.» سپس در آغوش ایزولد جان می‌سپارد.
ایزولد او را زیر خاکسترهای پل رومی، جایی که تصمیم گرفتند برای همیشه کنار هم باشند، دفن می‌کند و بالای قبر تریستان دو بید می‌کارد که به یکدیگر می‌پیچند و رشد می‌کنند. او سپس از تاریخ حذف می‌شود و دیگر هرگز دیده نمی‌شود. شاه مارک به لطف کمک نهایی تریستان در جنگ با ایرلند پیروز می‌شود و بریتانیای کبیر را شکل می‌دهد و تا روز آخر عمرش، با صلح و آرامش بر آن حکومت می‌کرد.

## ستارگان بازیگر
- جیمز فرانکو در نقش تریستان
- سوفیا مایلز در نقش ایزولت

## گیشهٔ فروش
این فیلم در ۱۳ ژانویهٔ سال ۲۰۰۶ اکران شد که در هفتهٔ اول ۷٫۸۵ میلیارد تومان و دو ماه بعد ۱۴٫۷۳ میلیارد تومان فروخت.